# Gmina Koźminek
Die Gmina Koźminek ist eine Stadt-und-Land-Gemeinde im Powiat Kaliski der Woiwodschaft Großpolen in Polen mit etwa 7550 Einwohnern. Ihr Sitz ist die gleichnamige Stadt (deutsch Kozminek) mit etwa 1850 Einwohnern.

## Geographie

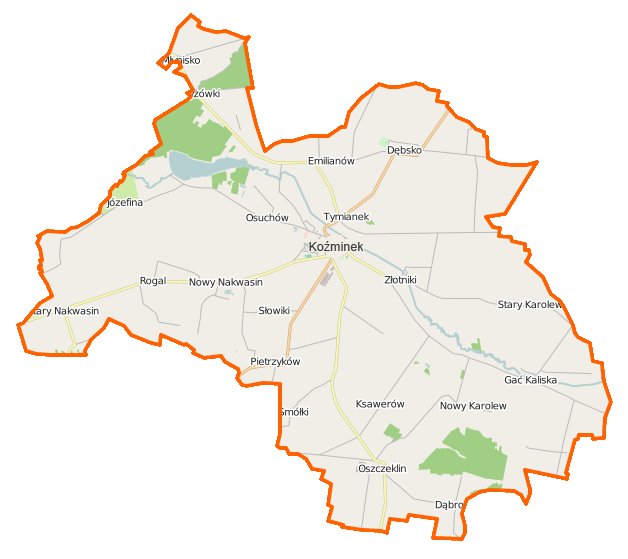
Karte der Gemeinde

Die Gemeinde grenzt im Osten an die Woiwodschaft Łódź. Die Kreisstadt Kalisz (Kalisch) liegt etwa 15 Kilometer südwestlich, Posen etwa 100 Kilometer nordwestlich, Łódź 50 Kilometer östlich. Nachbargemeinden sind Szczytniki im Süden, Opatówek im Südwesten, Ceków-Kolonia im Norden, Lisków im Nordosten und in der Woiwodschaft Łódź Goszczanów im Osten.
Die Gemeinde hat eine Flächenausdehnung von 88,4 km², 85 Prozent werden landwirtschaft- und zehn Prozent forstwirtschaftlich genutzt. Die Swędrnia, die über den Kanał Bernardyński zur Prosna führt, durchzieht die Gemeinde von Ost nach West. Sie wird beim Dorf Józefina zum Zbiornik Murowaniec aufgestaut.

## Verwaltungsgeschichte
Unter russischer Verwaltung verlor Koźminek 1870 das seit 1369 bestehende Stadtrecht. – Die Landgemeinde im Powiat Kaliski wurde 1954 in Gromadas aufgelöst und 1973 wieder gebildet. Dieser wurde 1975 aufgelöst und die Gemeinde kam von der Woiwodschaft Posen zur Woiwodschaft Kalisz. Seit Januar 1999 gehört die Gemeinde zur Woiwodschaft Großpolen und wieder zum Powiat Kaliski. Zum 1. Januar 2021 erhielt Koźminek die Stadtrechte und die Gemeinde den Status einer Stadt-und-Land-Gemeinde.

## Gliederung
Zur Stadt-und-Land-Gemeinde Koźminek gehören folgende 25 Orte mit einem Schulzenamt (sołectwo):
Bogdanów (1943–1945 Bogdau )
Chodybki
Dąbrowa
Dębsko (1943–1945 Eichhorst)
Emilianów (1943–1945 Emilienhof)
Gać Kaliska (1943–1945 Langacker)
Józefina
Koźminek (1943–1945 Bornhag)
Krzyżówki
Ksawerów (1943–1945 Kansdorf)
Marianów
Młynisko
Moskurnia (1943–1945 Moskuren)
Nowy Karolew (1943–1945 Neukarolen)
Nowy Nakwasin
Osuchów (1943–1945 Buchenau)
Oszczeklin
Pietrzyków (1943–1945 Sieglinden )
Rogal
Smółki
Stary Karolew (1943–1945 Altkarolen)
Stary Nakwasin (1943–1945Altnaken)
Tymianek
Złotniki (1943–1945 Kostau)
Przydziałki, Słowiki, Warwarówka sind Stadtteile von Koźminek. Ortsteile der Dörfer sind: Agnieszków, Dębsko-Dosinek, Dębsko-Ostoja, Dębsko-Ośrodek, Emilianów-Kiwer, Gać Pawęzowa, Murowaniec, Osuchów-Parcela, Pośrednik, Raszawy, Sokołówka und Zosina.

## Verkehr
Die Woiwodschaftsstraße DW471 führt von Opatówek im Südwesten über Koźminek und Lisków nach Dąbrowa in der Gmina Dobra.
Die nächste Bahnstation ist Radliczyce an der Bahnstrecke Łódź Kaliska–Forst (Lausitz) Grenze. Der nächste internationale Flughafen ist Łódź-Lublinek.